# Elizabeth Khaxas
Elizabeth Khaxas (nascida em 1960) é uma escritora e ativista namibiana. Notavelmente, Khaxas administrou o Sister Namibia de 1998 a 2004. Depois de deixar o grupo, fundou o Centro de Liderança das Mulheres. Khaxas e sua parceira também foram parte de um caso que tentou obter o reconhecimento jurídico das relações homossexuais na Namíbia.